# マジカル封神
『マジカル封神』（マジカルほうしん）は、2002年3月29日にコーエー（現・コーエーテクモゲームス）から発売されたゲームボーイアドバンス用ゲーム。開発はクインテット
。

## 概要
本作は中国の伝奇文学『封神演義』をモチーフにしたコンピュータRPG。主人公の宇宙（そら）を操作し、人間界滅亡をもくろむ妖魔を退治することを目的とする。
本作の特徴として、宝貝（パオペエ）と呼ばれる仙術武器を新たに作成できる合成システムや、通信ケーブルを使用した最大4名によるアイテムを収集する特殊イベントプレイがある。また、同社から発売されたニンテンドー ゲームキューブ用『バトル封神』とは、GBAケーブル接続による相互のデータ通信が可能で、『バトル封神』にちなんだサブシナリオが配信されたり、本作に登場した宝貝を『バトル封神』で入手できたりする連動要素がある。

## あらすじ
今から3000年ほど前、中国に「商」という国があった。商の王様「チュウオウ』は「ダッキ」という妖怪に取り憑かれてしまい、人々を苦しめ続けていた。しかしそこへ「タイコウボウ」という名の勇者と、その仲間たちが、人々を救うために「チュウオウ」に戦いを挑んだ。戦いは、人間、仙人、そして妖怪も加わり、「パオペエ」という秘密兵器が飛び交う凄まじい戦いになった。激戦の末「チュウオウ」と「ダッキ」は倒され、「周」という国へ変った。そして世の中に平和が訪れたが、下界に次々と「妖魔」が現れ始めた。
それから数年後、仙人志望の子供たちが学ぶ学校「玉柱洞(ギョクチュウドウ)」では、今日新たに新入生が入った。彼の名は「ソラ」。伝説の武器「パオペエ」作りの名人だった仙人を父親に持つ少年だが、諸事情によりウン仙人の元へ引き取られ、晴れてこの日を迎えた。

## 冒険までのあらすじ
ウン仙人からの紹介が終わった後、四人の女の子達から好きな季節や動物、遊びたい場所と自分の性格を尋ねられる（ここで主人公のステータスが変わる）。その後、学校中を探検すると、パオペエ教室のライからパオペエについての説明を見ることができる。裏山の滝の裏へ行くと、フダが貼られている謎の扉を見つける。学校へ戻るとサイテン、マリンの二人に話しかけられ、仲間に加えた後、洞窟内に入り素材と言霊を探しパオペエを作成する。洞窟内から脱出すると自動的に学校へ戻り、ウン仙人から「使命」を貰い下界へ出発する。

## ステージ

### 主要ステージ
ここでは主に物語進行にまつわるステージについて説明する。
玉柱洞
仙人を目指す子ども達が修行をしている学校。物語のスタート地点でもある。
主人公は父親とウン仙人の願いの元、晴れて転入を果たす。
パオペエ洞窟
パオペエ作成を初めて行う、玉柱洞滝の裏にある地下洞窟。また、終盤で三枚のお札に各々の願いを吹き込む場所でもある。
初めて来た時は興味本意により洞窟内に入るが、パオペエ作成を兼ねて脱出を試みる。
まぼろしの谷
かつて玉柱洞で修行をしていた仙人たちが集まる谷。
後述の目的地「周の国」を目指すために通る。
かすみの迷路
満天の星空に包まれている、雲で出来た天空の迷路。
前述の「まぼろしの谷」頂上から不思議なうちわを使い、小さな雲に乗って登る。
思い出の村
かつて「周の国」で暮らしていた、死後の住民が住む村。
想像とは別に温かな雰囲気に包まれたこの村は、名前通りどこか懐かしく、昔の思い出が蘇りそう。
また、南部にある川の水路を渡ると、墓のある小さな森へワープをする（初回時は主人公の父が語りかけてくる）。
周の国
村全体が「思い出の村」に似ている、国の主要管轄地。
優しい雰囲気の思い出の村とは違い、活気づいていて賑やか。
また、宿屋にて奥のベッドに居座る魂に話しかけると、思い出の村へ連れて行ってくれる。
くらやみの森
名前通り薄暗く、踏み入ると迷わせてしまう噂を持つ森林。
草木の量とは裏腹に、道を形成する石板や大きな石が多く存在している。
イセキの森
かつて封神戦争で敗れたダッキの魂が眠る森。
鍵となる4つの宝玉を使って遺跡の扉を開けると、洞窟に繋がっている。
周の城下町
国を治めているブオウの住む城の城下町。
店舗の一部には、周の国には無かった「占い屋」や「見せ物小屋」が存在していて、人々を楽しませている。
行者の谷
一流の仙人を目指す者が修行をするために訪れる渓谷。ウン仙人の友人・ロウシが滝行をするために訪れている。
主人公はここで「彫りかけの人形」を拾い、持ち主の元へ行く。
ふしぎ山
通り方で道筋が変わる、文字通り不思議な山。
石板に書かれたヒントを元に正解の道を進むと出口へ辿り着けるが、間違った進路を進むとスタート地点に戻ってしまう。
にんぎょうの谷
後述の目的地「桃源の村」の姫・ミャオの住む家がある谷。
前述の「行者の谷」で拾った「彫りかけの人形」をミャオに渡すと、「桃源の村」に招待をしてくれる。
桃源の村
周辺を山で隔てられている、周の国とは別次元の村。
基本的には一般人の立ち入りは禁じられているが、村の姫・ミャオの手助けをしてくれたお礼で入らせてくれる。
奥には神木として崇められている大きな桃の木が立っていて、終盤で各々の願いが吹き込まれる。
周の城
ブオウが居る城の内部。
上空から「青い牛」のみでしか入ることが出来ない。
ダッキ復活を恐れたブオウは四人の勇者に読ませる為、主人公に手紙を渡す。
えんまの関所
かつて封神戦争で活躍したコウヒコが居る関所。
「ブオウの手紙」を見せると門番が門を開けて、コウヒコに会わせてくれる。
れんげ池
かつて封神戦争で活躍したナタが居る池。
主人公は畦道や水路を渡り、ナタの元へ行く。
マップ上では木々で行く手を阻んでいるので、空から「青い牛」を使わなければ入れない。
どうぶつの森
かつて封神戦争で活躍したヨウセンや動物の精霊が居座る森。
なお、某ほのぼのゲームとは一切関係がない。
「れんげ池」と同じく木々で阻まれているので、マップ上では「青い牛」で空から入る。
へんきょうの谷
深部からかつて封神戦争で活躍したタイコウボウに会える海底洞窟。ヨウセンからの選別品「へんげのパオペエ」を使わないと水中を移動できず、一部エリアには激流に乗って移動する場所が存在している。

### サブステージ
ここでは物語進行に関わらない、解決するだけのステージについて説明する。
ココウの家
畑仕事が嫌いな青年・ココウとその家族が暮らす民家。ココウの父は、仕事嫌いの息子を叩き直そうとするが、妖魔に取り憑かれていた事を知ると休息も大事だと知り、解決後は寛容的な態度を示す。
りゅうじん村・りゅうじん谷
恵みをもたらす竜神が居座る場所。村では竜神が来ないことを理由に天災が起こっていたが、竜神の行く手を阻むあるものを退散させることで村が再興する。
スッポンポンの森
入った者の身ぐるみを奪い取っていく噂を持つ森。森の中には至るところに入った人の所有物と思われるゴミ山が散乱している。また、森を支配していたボス妖魔を倒す前は、主人公の所有している回復アイテムやパオペエの素材を深部に入る度に次々と奪い取られる（しかし、ボスエリアのゴミ山を調べると取り戻せる）。
白ヘビの集落
大家族の暮らす家と老婆が暮らす家がある集落。老婆は一人暮らしで、隣に住む大家族を妬んでいた。集落に時折来る白ヘビが災いの呪いをもたらしていたと勘違いするが、枯れ井戸に潜んでいた黒幕のボス妖魔を倒すことで、白ヘビ父子の誤解が解け、家族の一員として受け入れられる。
謎の住居(「???」のステージ)
マップ南東部にある、大きな住居。亡くなった家主が眠っている。建物内部には装飾品が化けたと思われる妖魔が出没しているが、解決後は家と共に姿が消える。最上階には亡くなった家主と、傍で見守る妖怪が居て、主人公はとあるアイテムを使うことで和解する（しかし、妖怪とは戦闘を展開する）。
花の道
エリア全体が花で埋め尽くされている広場。入り口付近は大岩で塞がれており、「ダシンベン」を使わないと入れない。花や生き物が好きな心優しき妖怪と、妖怪の退治を企てていた防衛兵士たちの勘違いにより、主人公が事件に巻き込まれる。

## 冒険に役立つ場所
武具屋
看板に剣が描かれている店。主にパオペエの素材が売られている。
道具屋
看板に壺が描かれている店。パオペエ素材の他に、回復アイテムなどが売られている。
宿屋
看板にベッドが描かれている店。お金を払えば体力(HP)と仙力(MP)が最大まで回復でき、状態異常も回復できる。
占い屋
周の城下町にあり、次の目的地や運気を占ったり、MPも回復できる。
セーブポイント(石像)
各ステージ内に設置されている。石像の前に立つと、今現在までの記録をセーブするかどうか尋ねられ、最大3つまでセーブが可能。記録する石像は設置されてあるステージの名前でセーブされ、スタート画面の「続きから」を選ぶと、そのステージにある石像からスタートする。
パオペエの箱
素材を所持していれば、パオペエの作成ができる大きな黄金色の箱。村や洞窟など様々な場所に設置されている。
里や村
マップ上に竪穴建物や一軒家の形で表示されている。事件を解決すれば冒険で役立つアイテムやパオペエの書を貰うことができる。
回復の泉
泉に近づくとHP、MP、状態異常を回復できる。

## 戦闘状況と用語

### コマンド
戦う
仲間と協力し敵と戦う。特技の他にパオペエも使って戦える。
運試し
運気を使い運を試す。効果はランダムで決まるが、持っている運気の値が大きいほど戦闘が有利に運べる。ただし、使用後は運気が少し下がるので連続使用は禁物。
ステータス
主人公と仲間の現在のステータスを確認することができる。
逃げる
戦闘から脱退する。ただし、主人公の素早さが低ければ逃げられる可能性も低くなる。また、ボス戦では使用が無効化され、一度戦闘が始まると瀕死状態になるか、敵を倒すまで終わらない。

### 戦闘コマンド
特技
習得している技で敵を攻撃する。大きなダメージを与える技や、ダンジョン脱出・回復など便利な技を使う場合は、MPを消費するものが多い。
パオペエ
現在所持しているパオペエで攻撃する。MPも消費するので、状況に応じて注意する必要がある。
防御
使用したターンの間だけ防御状態になる。使用した人は攻撃は出来ないが、敵からのダメージ軽減やMP回復など利点が大きいので、状況に応じて使うのが最適。
道具
回復アイテムを使ってHPやMP、状態異常を治すことができる。ただし、失敗したパオペエなどを所持していると含まれていたりするので種類によっては注意が必要（実際に使うと混乱や戸惑い等の状態異常を引き起こしてしまい、戦闘が不利になってしまう）。

### ステータス異常(状態異常)
敵からの攻撃を受けたりパオペエ失敗作などを使うと引き起こしてしまうが、ほとんどが数ターン経過すると回復する
眠り
しばらくの間、戦闘が出来なくなる。
毒
ターン経過する毎に少しずつダメージを受けていく。
封印
パオペエの使用をしばらく禁じられる。
暗闇
攻撃を空振りしてしまう。
混乱
味方に攻撃をしてしまう。最悪の場合、全滅に追い込んでしまう厄介な状態異常。
麻痺
眠り状態と同じく、しばらくの間、戦闘ができなくなる。
戸惑い
眠り状態と同じく、しばらくの間、戦闘ができなくなる。
ひん死
HPが0になってしまい、戦闘に参加ができなくなる。蘇生技や復帰アイテムを使うとまた参加できる。

## 敵キャラクター

### ザコ妖魔

#### 玉柱洞裏山・パオペエどうくつに生息
ノペラボウ
特技「イナイイナイバー」
卵のような姿の妖魔。殴ることしか出来ない、最弱のザコ。
ひとぐいグサ
特技「ねむりのかふん」
甘い香りを出す雑草の妖魔。特有の催眠技で眠らせる事が得意。

#### パオペエどうくつのみ生息
じんめんタテ
特技「ぼうぎょじゅつ」
顔のついた盾の妖魔。攻撃よりも守りが得意としている。
じんめんケン
特技「からだでキル」
顔のついた剣の妖魔。その剣の体を生かして斬りつけてくる。
オツボグチ
特技「フレンチキッス」
口がついたツボの妖魔。キッスを食らうと呪いで戸惑ってしまう。

#### まぼろしの谷に生息
トゲボックリ
特技「どくのとげばり」
毒針のある、いがぐりのような姿の妖魔。針を飛ばし攻撃と共に毒状態にする。
オニムカデ
特技「ひゃくれつキック」
大きなムカデの妖魔。たくさんある足で全員を猛烈に攻撃する。
じんめんトリ
特技「つっつく」
人の顔をした鳥の妖魔。上空から奇襲攻撃を仕掛けてくる。
じんめんイワ
特技「ふみつぶす」
顔がついた大きな岩の妖魔。特技の他にも、突進攻撃の「たいあたり」などで攻撃も仕掛けてくる。
ヒネズミ
特技「しっぽのほのお」
尾や首元に炎がついたネズミの妖魔。火属性のパオペエだと攻撃は効かない。ネズミならではの技「まえばでかじる」も持っている。

### ボス妖魔
カラスコウモリ
特技「よじげんさっぽう」
パオペエ洞窟でパオペエ作成後と最深部に登場する、カラスとコウモリを併せ持つ姿の妖魔。また、まぼろしの谷で運気が低いと、宝箱の中から登場してくることがある。パオペエ洞窟で叫んだ悲鳴から察するに、ダッキ直通の部下と思われる。
ダッキ
大昔に伝説の四人の勇者によって倒された、女性の姿をした妖怪。本作のボス。謎のイセキの奥深くに封印されていたが、妹分のコキビとオウキジンにより復活した。

## 大切なアイテム
パオペエの書
パオペエを作成する際に参考となる書物で、冒険を進める毎にレパートリーが増える。ステージ内で落ちていたり、村や里を解決したお礼として貰える。
スペアキー
パオペエ洞窟から初めて脱出する時に必須のアイテム。最下層の奥の宝箱から入手できる。
不思議なうちわ
まぼろしの谷頂上から乗れる雲を呼び寄せることが出来る団扇。まぼろしの谷の石像付近に居る仙人から手に入る。
木の人形
木でできた彫りかけの人形で、桃源の村の姫「ミャオ」の忘れ物。彼女に渡すとそのお礼に桃源の村へ招待される。
魔除けのおフダ
お経が書かれている魔除けのおふだ。ココウ本人の額に貼り付けると「ウクツ」という妖魔が出現し、そのままバトルになる。ココウの家の井戸周辺の荷物の間に挟まっている。
青いウシ
ウン仙人の友人「ロウシ」が所有している、空を飛ぶ青い牛。彼は諸事情により直接手伝うことは出来ないが、主人公の使命を果たせる為青いウシを貸す。行者の谷奥の滝でロウシから借りることが出来る。
ブオウの手紙
「コウヒコ」「ナタ」「ヨウセン」「タイコウボウ」に伝える為に書かれた、周の国王「ブオウ」からの手紙。青いウシで周の城下町北部の城に降りるとブオウ本人から渡される
おもいで
謎の家（？？？）で「ヤモリ」と戦う部屋に入るための道具。ハートの形をしていて、その家と家主の思い出が詰まっている。
コンテンリョウ
れんげ池に住む「ナタ」を呼び出したり、大地震を起こせる布のパオペエ。えんまの関所最上階で「コウヒコ」と腕試し勝負の戦利品として貰える。
みずカガミ
動物の正体を見破る事ができるアイテム。れんげ池に住む「ナタ」に勝利すると貰える。
心の灯火
目には見えない霊体が見えるようになるアイテム。動物の森の、道が渦状になっているエリアの真ん中にある宝箱から入手できる。
へんげのパオペエ
主人公が魚に変身でき、水中を泳ぐことが出来るアイテム。動物の森にて「ヨウセン」の正体を見破ると貰える。
ダシンベン
道を塞ぐ岩を砕いたり、真空の力を起こせるムチのパオペエ。辺境の谷深部で擬似餌を伝い外へ出ると、「タイコウボウ」から選別の品として貰える。
4つのホウジュ
かつて封神戦争で活躍した4人の勇者が持っていたお守り。「遺跡の森」にある扉の鍵として使う。コウヒコ、ナタ、ヨウセン、タイコウボウからそれぞれ「虎の宝珠」「竜の宝珠」「朱雀の宝珠」「玄武の宝珠」を貰える
モモの枝
桃源の村の姫「ミャオ」の本来の姿。ピンク色の魂が精魂尽きその姿に戻った。謎の遺跡に設置されているパオペエの箱で「パオペエ兵士（通称：パオへい）」が作成でき、仲間に加えることができる。